# Arsenal 2301
Dimensions
L'Arsenal 2301 était un planeur monoplan expérimental monoplace inspiré du DFS 346 développé en 1951 par l'Arsenal de l'aéronautique et destiné à tester des solutions techniques pour les avions supersoniques.

## Conception
Développé pour évaluer le comportement d'une aile mince munie d'une flèche prononcée ce planeur ressemble à un chasseur à réaction sans entrée d'air ni tuyères. Le fuselage très long évoque assez précisément une balle de fusil avec une verrière transparente en forme de goutte posée dessus. Le plan fixe de profondeur est placé au premier tiers de la dérive et comporte une gouverne de profondeur classique. La découpe dans la dérive laisse penser que le plan fixe possédait un réglage d'incidence. La dérive est en flèche (~45 ° au bord d'attaque).
Les ailes sont en forte flèche avec un profil de faible épaisseur relative.
Le train d’atterrissage monotrace (apparemment fixe) est constitué d'une roue principale située à l'aplomb du bord de fuite de l'emplanture de l'aile, d'une roulette de nez en avant du poste de pilotage et de deux balancines en bout d'ailes.

## Historiques des vols
Le premier vol a lieu le 24 mai 1951 sur le terrain de Bricy. Le planeur était piloté par Adrien Valette et le remorqueur était un NC-701 Martinet dont la puissance fut jugée insuffisante. Les vols suivants auront lieu à Melun-Villaroche derrière un Douglas DC-3.

## Évolution
Après la fermeture de l'Arsenal de l'aéronautique, la cellule a été reprise par la SFECMAS et munie d'une aile delta puis, plus tard, de plans canard. Sous le nom de SFECMAS 1301 il vola dès 1953 pour tester les solutions envisagées pour les SNCAN N.1402 et N.1405 Gerfaut et Nord N.1500 Griffon. Les remorquages s'effectuant derrière un Douglas DC-3 où un SNCASO Languedoc pour des altitudes plus élevées.